# Barczewko
Barczewko (Duits: Altwartenburg) is een dorp in het Poolse district  Olsztyński, woiwodschap Ermland-Mazurië. De plaats maakt deel uit van de gemeente Barczewo en telt 1050 inwoners.